# Marcellus (Lot i Garonna)
Marcellus – miejscowość i gmina we Francji, w regionie Nowa Akwitania, w departamencie Lot i Garonna.
Według danych na rok 1990 gminę zamieszkiwały 692 osoby, a gęstość zaludnienia wynosiła 59 osób/km² (wśród 2290 gmin Akwitanii Marcellus plasuje się na 584. miejscu pod względem liczby ludności, natomiast pod względem powierzchni na miejscu 948.).